# Anisodonteja
Anisodonteja (lat. Anisodontea), biljni rod iz porodice sljezovki smješten u tribus Malveae, dio potporodice Malvoideae. Postoji 19 priznatih vrsta grmov a i polugrmova, i sve su endemi Južne Afrike
Rod je opisan u Abhandlungen der Königlichen Böhmischen Gesellschaft der Wissenschaften, ser. 5, 3: 448. 1845.

## Vrste
1. Anisodontea alexandri (Baker f.) D.M.Bates
2. Anisodontea anomala (Link & Otto) D.M.Bates
3. Anisodontea biflora (Desr.) D.M.Bates
4. Anisodontea bryoniifolia (L.) D.M.Bates
5. Anisodontea capensis (L.) D.M.Bates
6. Anisodontea dissecta (Harv.) D.M.Bates
7. Anisodontea elegans (Cav.) D.M.Bates
8. Anisodontea fruticosa (P.J.Bergius) D.M.Bates
9. Anisodontea gracilis D.M.Bates
10. Anisodontea julii (Burch. ex DC.) D.M.Bates
11. Anisodontea malvastroides (Baker f.) D.M.Bates
12. Anisodontea procumbens (Harv.) D.M.Bates
13. Anisodontea pseudocapensis D.M.Bates
14. Anisodontea racemosa (Harv.) D.M.Bates
15. Anisodontea reflexa (J.C.Wendl.) D.M.Bates
16. Anisodontea scabrosa (L.) D.M.Bates
17. Anisodontea setosa (Harv.) D.M.Bates
18. Anisodontea theronii D.M.Bates
19. Anisodontea triloba (Thunb.) D.M.Bates
20. Anisodontea ×hypomadara (Sprague) D.M.Bates